# Gärtnerhaus (Mohrenhaus)

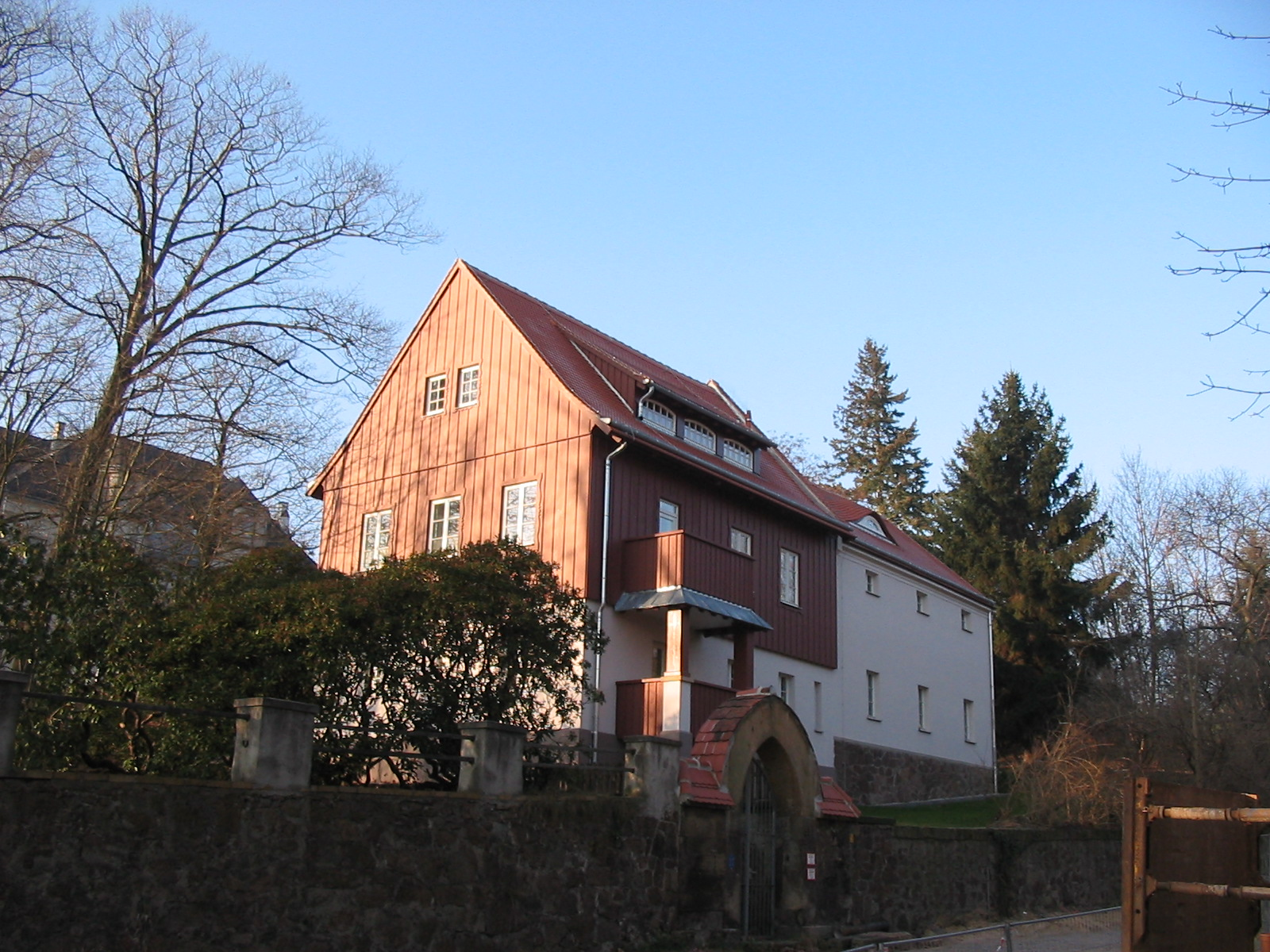
Gärtnerhaus im Mohrenhaus-Park, Straßenseite

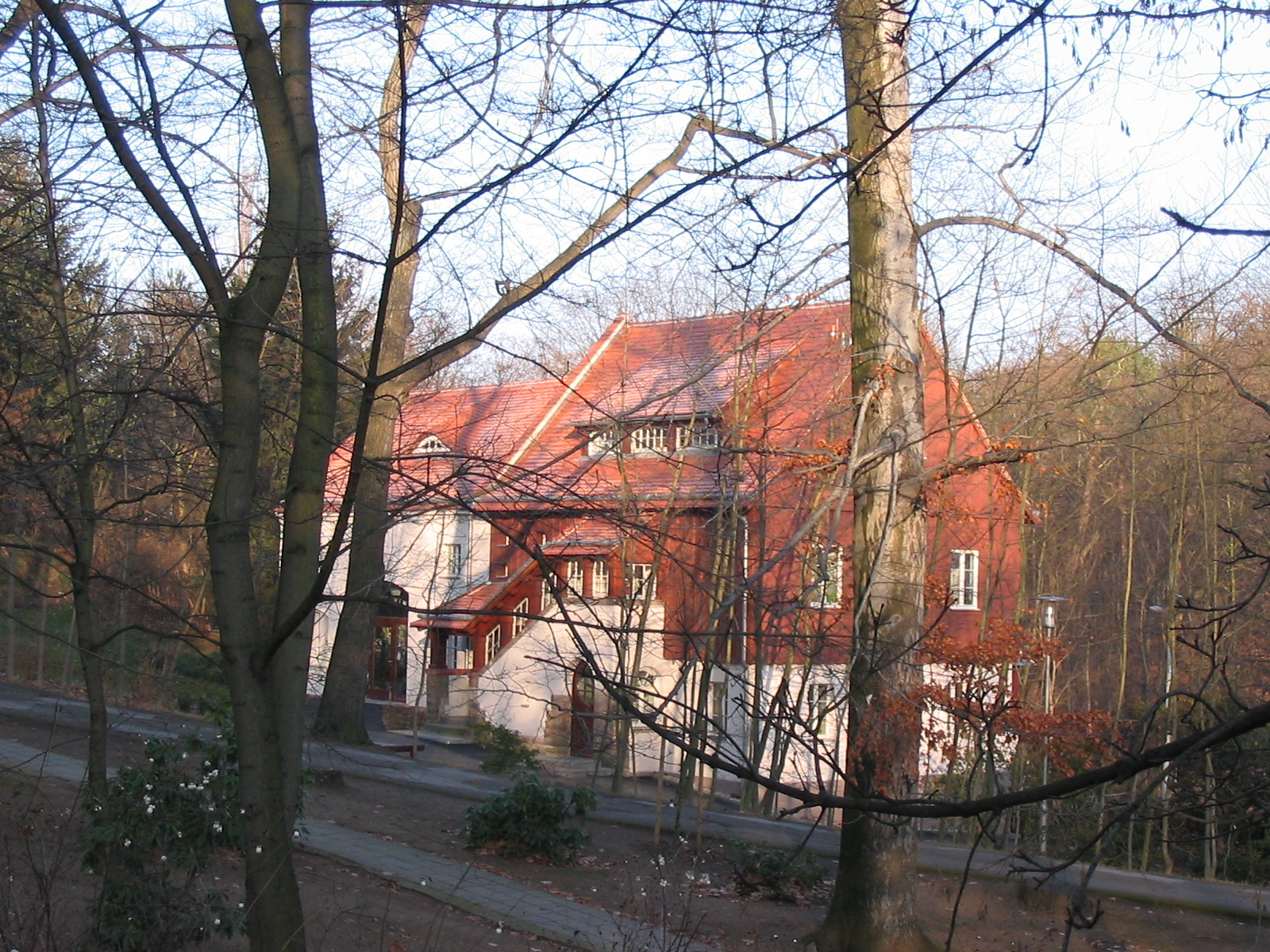
Gärtnerhaus, Parkseite

Das ehemalige Gärtnerhaus des Mohrenhauses ist eines der Winzerhäuser der Lößnitz, es steht im Radebeuler Stadtteil Niederlößnitz in der Moritzburger Straße 53. Dort am Rande des Mohrenhaus-Parks befindet sich heute der Kinderhort „Gärtnerhaus“.

## Beschreibung
Das denkmalgeschützte Gärtnerhaus, vormals ein Winzerhaus, ist ein zweigeschossiger Bau mit einem ebenfalls zweigeschossigen Anbau in der Verlängerung nach Norden (rechts auf der Straßenseite). Beide Gebäudeteile tragen ziegelgedeckte Satteldächer, wobei das des Anbaus etwas flacher ist.
Das Gärtnerhaus steht auf einem Bruchsteinsockel, das Erdgeschoss ist verputzt, das Obergeschoss ebenso wie der südliche Giebel ist verbrettert. In beiden Dachflächen findet sich eine breite, dreiachsige Schleppgaube. Auf der Straßenseite steht vor der linken der drei Fensterachsen ein zweigeschossiger Altan. Auf der Parkseite findet sich ein Eingangsvorbau mit einer Tür in das Erdgeschoss sowie daneben einer überdachten Treppe zu einem darüberliegenden Eingang in das obere Stockwerk.
Der verputzte Wirtschaftsanbau im Norden steht wegen der Geländesteigung auf einem höherliegenden Natursteinsockel. Die normalgroßen Erdgeschossfenster der Straßenseite haben einen Versatz nach oben, die darüberliegenden Obergeschossfenster sind hochgesetzt und haben nur das halbe Maß wie Drempelfenster. Über diesen folgt ein Hauptgesims, im Dach ist wie auch auf der Parkseite eine Fledermausgaube. Auf der Parkseite befindet sich ein großes verglastes Eingangsportal, das wohl eine ehemalige Toreinfahrt ausfüllt.
In der als Stützmauer ausgebildeten Einfriedung befindet sich ein Einlass in Form eines ziegelgedeckten Spitzbogentors mit einem zweiflügligen Eisentor.

## Geschichte
Das Winzerhaus entstand um 1850, als Ludwig Pilgrim, einer der drei Mitbegründer der bergab gelegenen Sektkellerei Bussard, sein Mohrenhaus-Anwesen auch zur Weinproduktion nutzte.
Ein späterer Eigentümer, der Landtagsabgeordnete Alwin Bauer, dem das Mohrenhaus ab 1910 gehörte, ließ 1912 das Winzerhaus durch den Architekten Max Herfurt zum Gärtnerhaus umbauen.